# 山形美術館

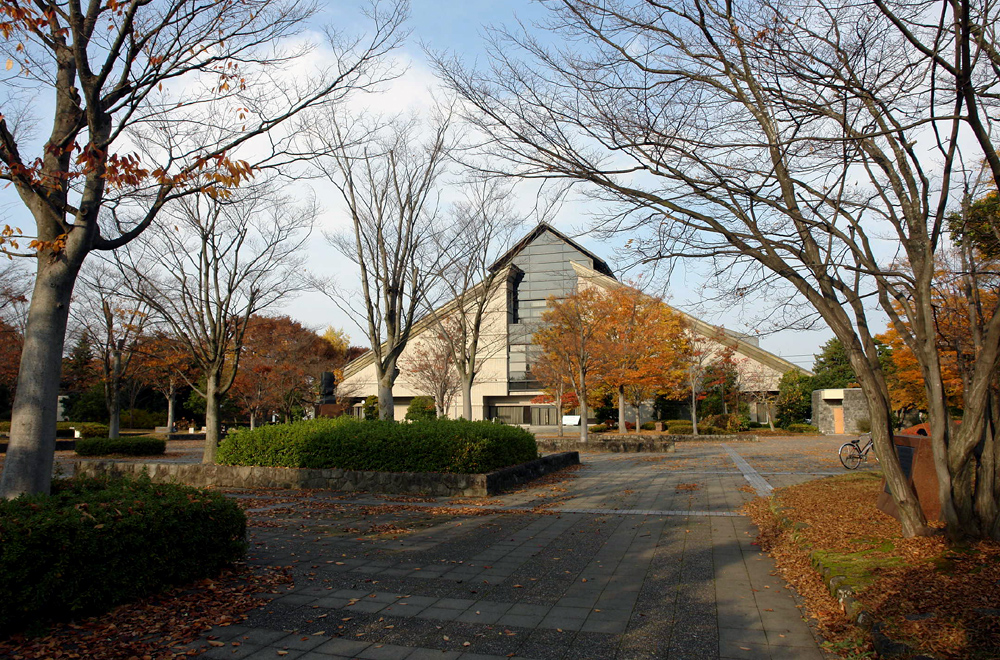
館外観　2007年11月14日

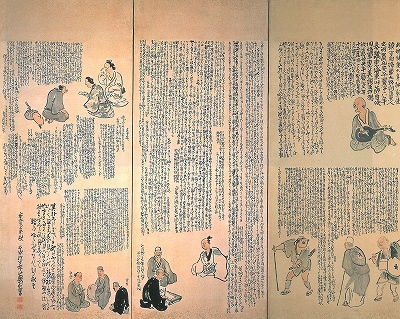
与謝蕪村『奥の細道図』（部分）（安永8年・1779年）

山形美術館（やまがたびじゅつかん）は、山形県山形市にある美術館。運営は、公益財団法人山形美術館。

## 概要
山形新聞グループの総帥であった服部敬雄の提唱の下、民間主体で山形県と山形市が全面的に協力する財団法人山形美術博物館が設立され、「公立美術館より一段と幅広い県民の美術館」という理念のもとに1964年8月に開館した。1971年4月に霞城公園内に県立博物館が開館すると博物館機能は同館に移管。その後は美術品の単独館となった。1979年に現名称に改称している。
1985年8月10日には、開館20周年記念事業として本館を取り壊し改築した地下1階、地上3階からなる新館がオープンした。また翌1986年10月には、別館改修工事も完了した。新館建設にあたっては、県および山形市から補助金が拠出されることとなったが、着工直前に服部の一声で全面新築に突如変更された上、補助金についても実質的な審議がなされないままに増額された。また服部存命中は、収蔵品が山形新聞、山形放送、山形グランドホテル（2015年2月、山形新聞グループから離脱）などのいわゆる服部コンツェルン企業に優先的に無償貸し出しされ、美術館の私物化との批判も出た。
開館時は日本画主体の美術館であったが、1985年の新館オープンの際に荻須高徳の指導によって収集した服部コレクションや吉野石膏からの寄託作品などから、東北有数のフランス近代絵画美術館として広く知られることとなった。

## 沿革
- 1962年（昭和37年）- 財団法人山形美術博物館設立。
- 1964年（昭和39年）8月20日 - 山形新聞・山形放送グループと山形市が出資する財団法人として、市有地である現在地に開館。
- 1968年（昭和43年） - 別館開設。
- 1985年（昭和60年）8月10日 - 新館オープン。
- 2011年（平成23年）4月 - 公益財団法人に移行。
- 2014年（平成26年）- 開館50周年。

## 常設展示

### 長谷川コレクション室
山形銀行および殖産銀行（現：きらやか銀行）の経営に参画してきた長谷川家が、多年にわたって収集した美術品を係累らから寄贈を受け展示している。江戸時代の狩野派、文人画、円山四条派を系統的にたどることのできる内容となっている。

### 新海竹太郎・新海竹蔵彫刻室
山形市出身の近代彫刻の先駆者の一人である新海竹太郎とその甥である新海竹蔵の作品を展示している。

### 服部コレクション－20世紀フランス絵画
1991年に亡くなった服部敬雄の業績を讃え、フランス絵画60点とロダン、マイヨール、ブールデルの彫刻4点を服部コレクションと名づけ展示している。

### 吉野石膏コレクション－珠玉のフランス近代絵画
1981年春、山形県南陽市において、かつて操業していた吉野鉱山が社名の由来である吉野石膏が収集した美術品の寄託を受け展示している。バルビゾン派、印象主義、キュビスム、抽象絵画、エコール・ド・パリの作品を見ることができる。

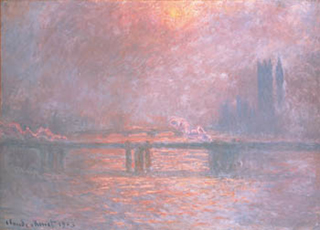
モネ『テムズ河のチャリング・クロス橋』（1903年）吉野石膏コレクション（寄託品）
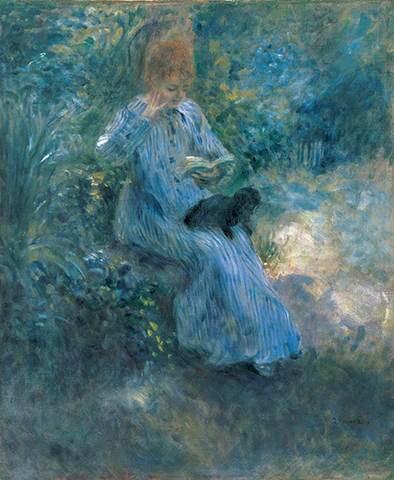
ルノワール『庭で犬を膝に抱いて読書する少女』（1874年）吉野石膏コレクション（寄託品）
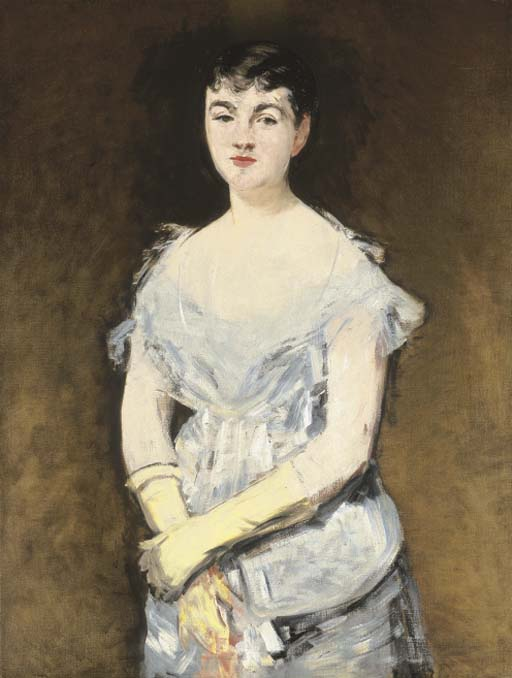
マネ『イザベル・ルモニエ嬢の肖像』（1879年頃）吉野石膏コレクション（寄託品）
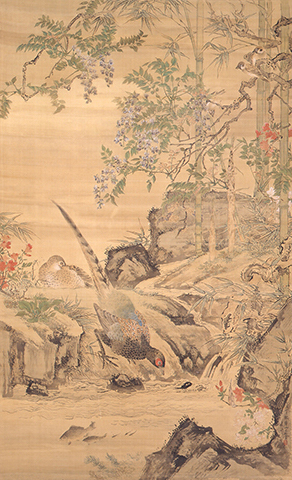
渡辺崋山『渓澗野雉図』（天保8年または12年・1837年または1841年）

### 指定文化財
- 与謝蕪村筆『紙本淡彩奥の細道図』  六曲一隻 安永八年（附:俳人色紙短冊等貼交六曲屏風 一隻）（国の重要文化財）

## 関連書籍
- 山形新聞社編 『山形美術館のあゆみ50周年記念誌』 山形美術館、2014年。